# Хаворт, Джулия
Джу́лия Луи́з Ха́ворт (англ. Julia Louise Haworth; род. 27 июля 1979, Бернли, Ланкашир, Англия, Великобритания) — британская актриса

, сценаристка и кинопродюсер.

## Биография
Джулия Луиз Хаворт родилась 27 июля 1979 года в Бернли (графство Ланкашир, Англия, Великобритания). Джулия окончила «Accrington St Christopher’s C of E High», «Nelson and Colne College» и «Burnley Youth Theatre».
Джулия начала карьеру в 1990 году. Хаворт дебютировала в кино в 1993 году, сыграв роль Миранды Падси в 19-ти эпизодах телесериала «Три, семь, одиннадцать», в котором она снималась до 1994 года. Всего Хаворт снялась в 13-ти фильмах и телесериалах. Также она является сценаристом и кинопродюсером, написала сценарий и выступила продюсером короткометражного фильма «Миг».
С 6 мая 2006 года Джулия замужем за Джоном Уормалдом. У супругов есть две дочери — София Элизабет Уормалд (род. 25.07.2008) и Амели Грейс Уормалд (род. 11.02.2013).